# Bingley Glacier
Bingley Glacier är en glaciär i Antarktis. Den ligger i Östantarktis. Nya Zeeland gör anspråk på området. Bingley Glacier ligger 1 580 meter över havet.
Terrängen runt Bingley Glacier är varierad. Trakten är obefolkad. Det finns inga samhällen i närheten. 